# Topçu-Kaserne

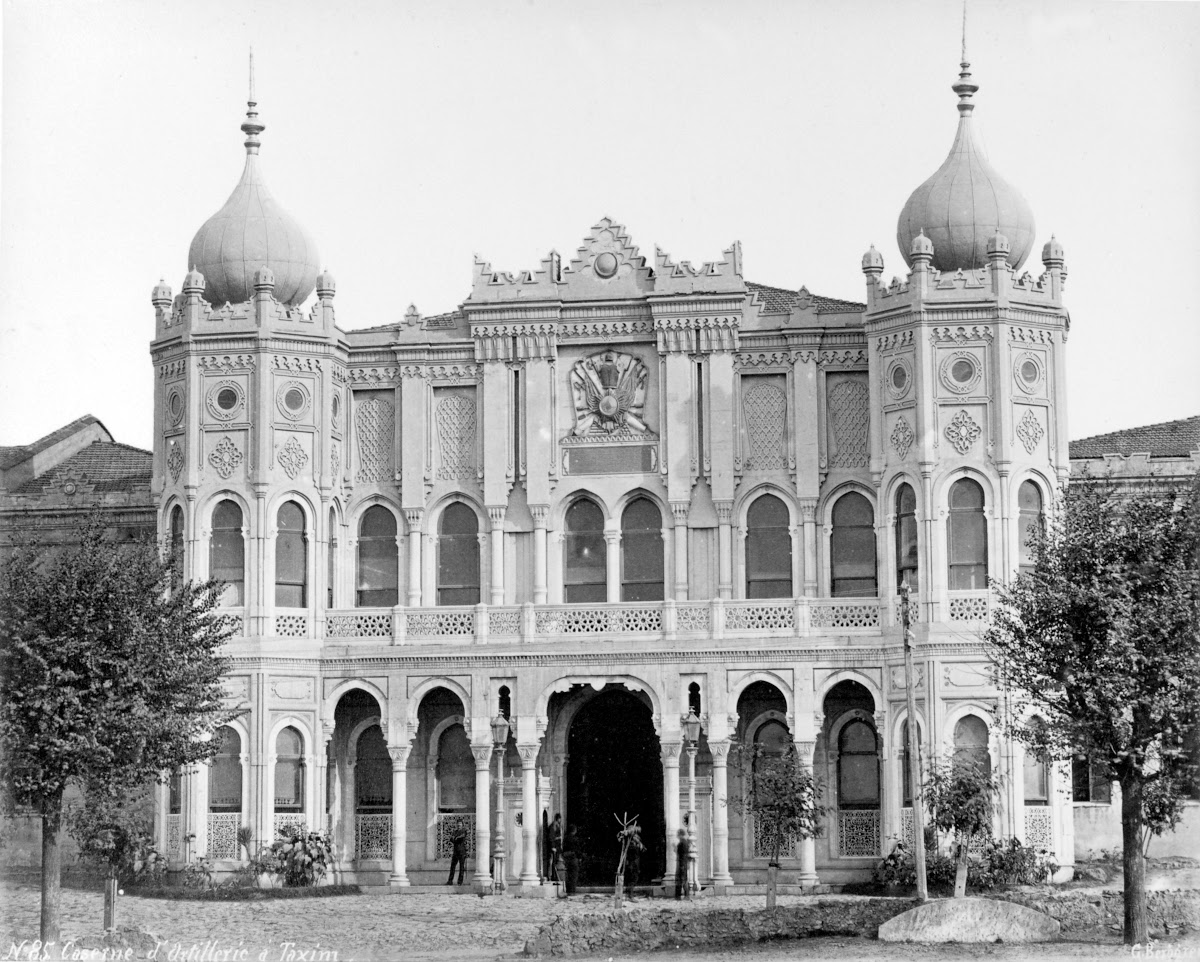
Topçu-Kaserne (1909)

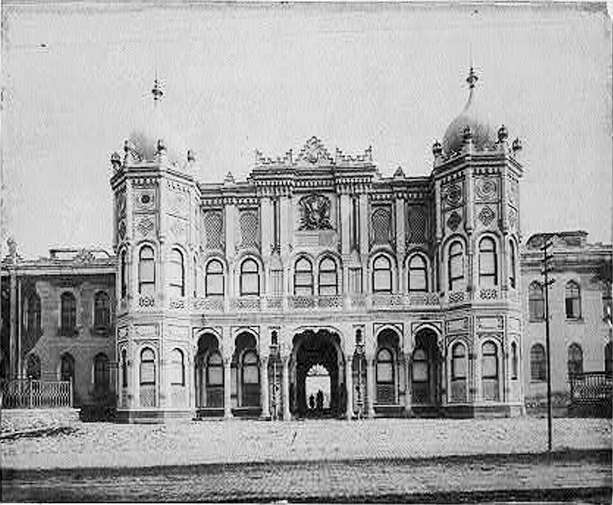
Topçu-Kaserne zwischen 1880 und 1893, Fotostudio Abdullah Frères.

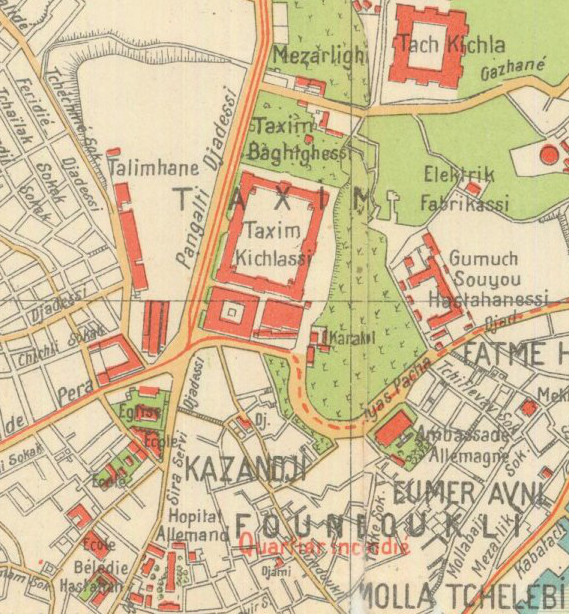
Das Taksim-Gebiet auf einem Stadtplan von 1922. In der Mitte die Topçu-Kaserne („Taxim Kichlassi“); das unbebaute dreieckige Gelände nordwestlich davon ist der ehemalige Exerzierplatz. Am Westrand des Geländes liegt ein langgestrecktes, als „Talimhane“ (Unterrichtsgebäude) bezeichnetes Bauwerk.

Die Topçu-Kaserne oder mit vollständigem Namen Halil-Pascha-Topçu-Kaserne (türkisch Halil Paşa Topçu Kışlası oder nach der Lage am Taksim-Platz Taksim Kışlası) war eine Kaserne der Topçu, der Artillerietruppe des Osmanischen Reiches im Istanbuler Stadtbezirk Beyoğlu am Taksim-Platz.

## Geschichte
Das erste Kasernengebäude auf dem Gelände wurde um 1780 errichtet. Nach einem großen Brand beauftragte Sultan Selim III. (1789–1809) im Jahre 1806 den armenischen Architekten Krikor Balian mit dem Wiederaufbau der Kaserne, der diese in historisierender Form des Osmanischen Stils und mit russischen sowie indischen Stilelementen konstruierte.
Das Bauwerk besaß zwei große zweistöckige Seitenflügel und bildete in der Form eines U einen Kasernenhof. Des Weiteren hatte es an der Taksim-Straße ein prunkvoll gestaltetes, dreistöckiges Eingangsportal mit zwei Türmen.
Bei dem „Ereignis vom 31. März“ wurde das Gebäude beschädigt. Nach dem gescheiterten Putsch vom 13. April 1909greg./ 31. März 1325rūmī verlor die Kaserne in den folgenden Jahren weiter an Bedeutung und wurde schließlich vom türkischen Staat 1913 an das türkische Industrie- und Handelsunternehmen Sanayi ve Ticaret Şirket-i Milliye-i Osmaniye verkauft.
Der Innenhof der Kaserne wurde danach in ein Fußballfeld umgewandelt und von türkischen Fußballvereinen, wie Beşiktaş Istanbul, Galatasaray Istanbul und Fenerbahçe Istanbul als Spielfeld genutzt. Des Weiteren wurde auch der umgestaltete Innenhof für Theateraufführungen genutzt. Nach dem Ersten Weltkrieg quartierten sich die in Istanbul stationierten französische Truppen sowie senegalesische Soldaten aus den französischen Kolonialgebieten in die Topçu-Kaserne ein. Nach deren Abzug blieb die Kaserne ungenutzt; der Innenhof wurde weiter als Fußballstadion ausgebaut.
1921 wurde die Spielfläche auf dem ehemaligen Innenhof in Taksim-Stadion umbenannt. Das erste offizielle Spiel der türkischen Fußballnationalmannschaft wurde dort am 26. Oktober 1923 gegen Rumänien gespielt und endete mit einem 2:2-Unentschieden.
Ende der 1930er Jahre war die ehemalige Kaserne auf Grund der Beschädigungen im Zuge des Putsches von 1909 und des längeren Leerstandes in einem schlechten Bauzustand. Im Rahmen eines städtebaulichen Umbaues beschloss die Stadt Istanbul, auf deren Fläche einen Park anzulegen. Mit den Planungen wurde dazu der französische Architekt Henri Prost (1874–1959) beauftragt. 1939 ordnete der Gouverneur und Bürgermeister Lütfi Kırdar den Abriss des Kasernengebäudes an, bis 1940 wurde der Komplex komplett abgerissen. 1951 wurde der auf dem Gelände geschaffene Gezi-Park fertiggestellt und der Öffentlichkeit übergeben.

## Wiederaufbaupläne
Am 16. September 2011 beschloss die Beyoğlu-Kommune die Beseitigung des an der Stelle befindlichen Gezi-Parks und im Mai 2013 wurde von der türkischen Regierung beschlossen, die Kaserne wieder originalgetreu aufzubauen und teilweise als Einkaufszentrum zu gestalten. Ende Mai 2013 kam es zu vereinzelten Protestaktionen auf dem Parkgelände gegen den Wiederaufbau, die von der Polizei gewaltsam niedergeschlagen wurden. Die sich daraus entwickelnden Proteste fanden landesweit Widerhall.